# North Liberty (Iowa)
North Liberty es una ciudad ubicada en el condado de Johnson en el estado estadounidense de Iowa. En el Censo de 2010 tenía una población de 13374 habitantes y una densidad poblacional de 659,23 personas por km².

## Geografía
North Liberty se encuentra ubicada en las coordenadas 41°44′40″N 91°36′52″O / 41.74444, -91.61444. Según la Oficina del Censo de los Estados Unidos, North Liberty tiene una superficie total de 20.29 km², de la cual 20.29 km² corresponden a tierra firme y (0%) 0 km² es agua.

## Demografía
Según el censo de 2010, había 13374 personas residiendo en North Liberty. La densidad de población era de 659,23 hab./km². De los 13374 habitantes, North Liberty estaba compuesto por el 90.23% blancos, el 4.55% eran afroamericanos, el 0.19% eran amerindios, el 1.84% eran asiáticos, el 0.02% eran isleños del Pacífico, el 0.86% eran de otras razas y el 2.32% pertenecían a dos o más razas. Del total de la población el 3.45% eran hispanos o latinos de cualquier raza.